# 音羽蒲郡道路

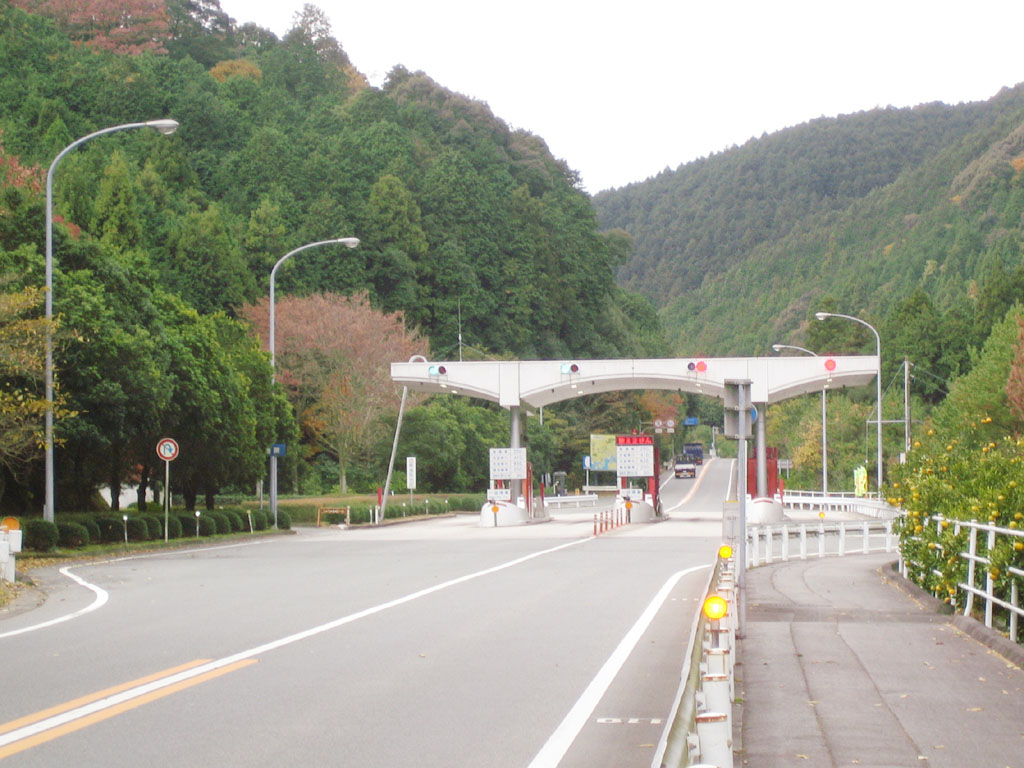
音羽蒲郡有料道路料金所（有料時代）

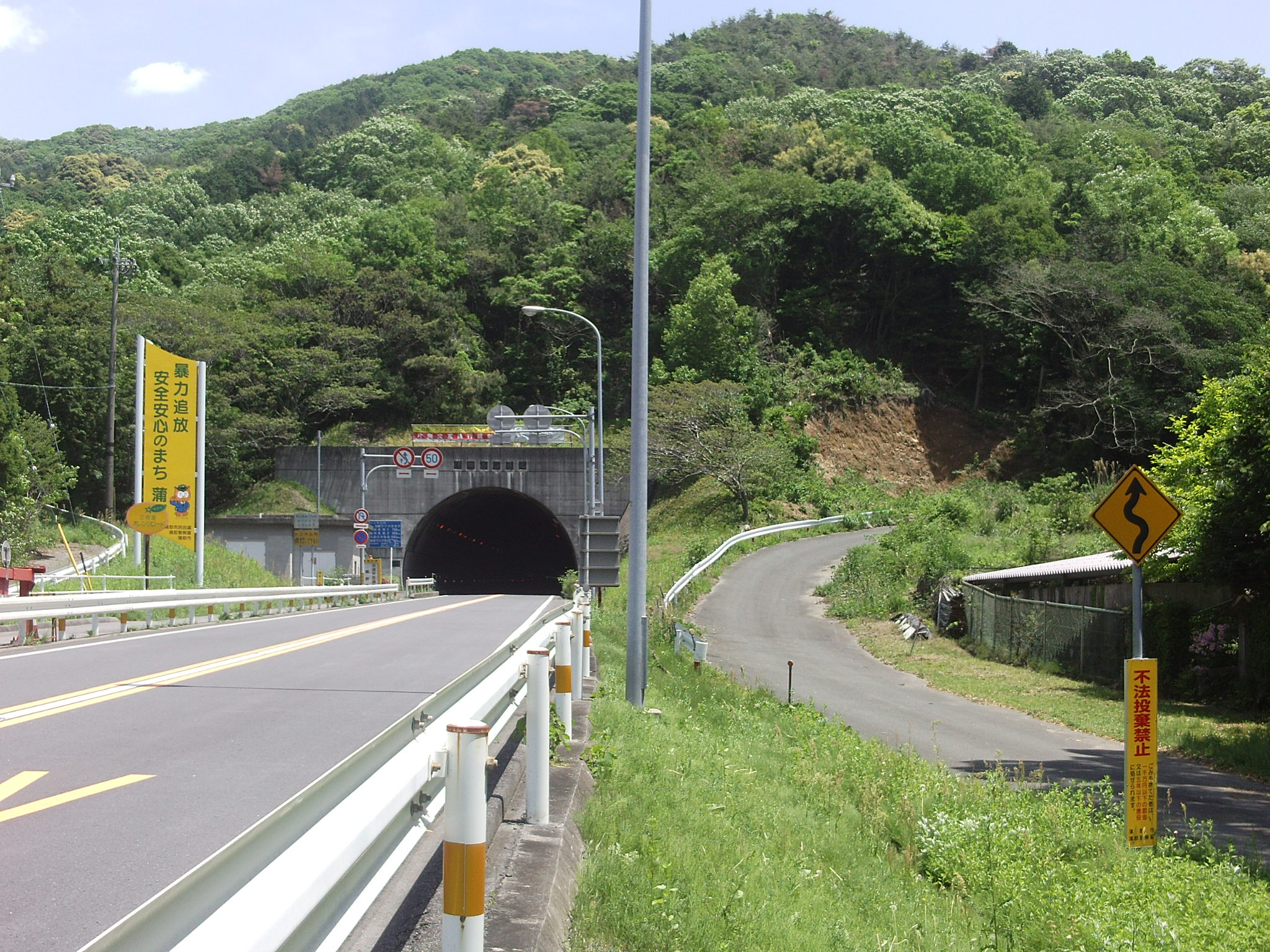
音羽蒲郡道路（左）と県道の旧道ルート（右）。清田トンネルの西側。

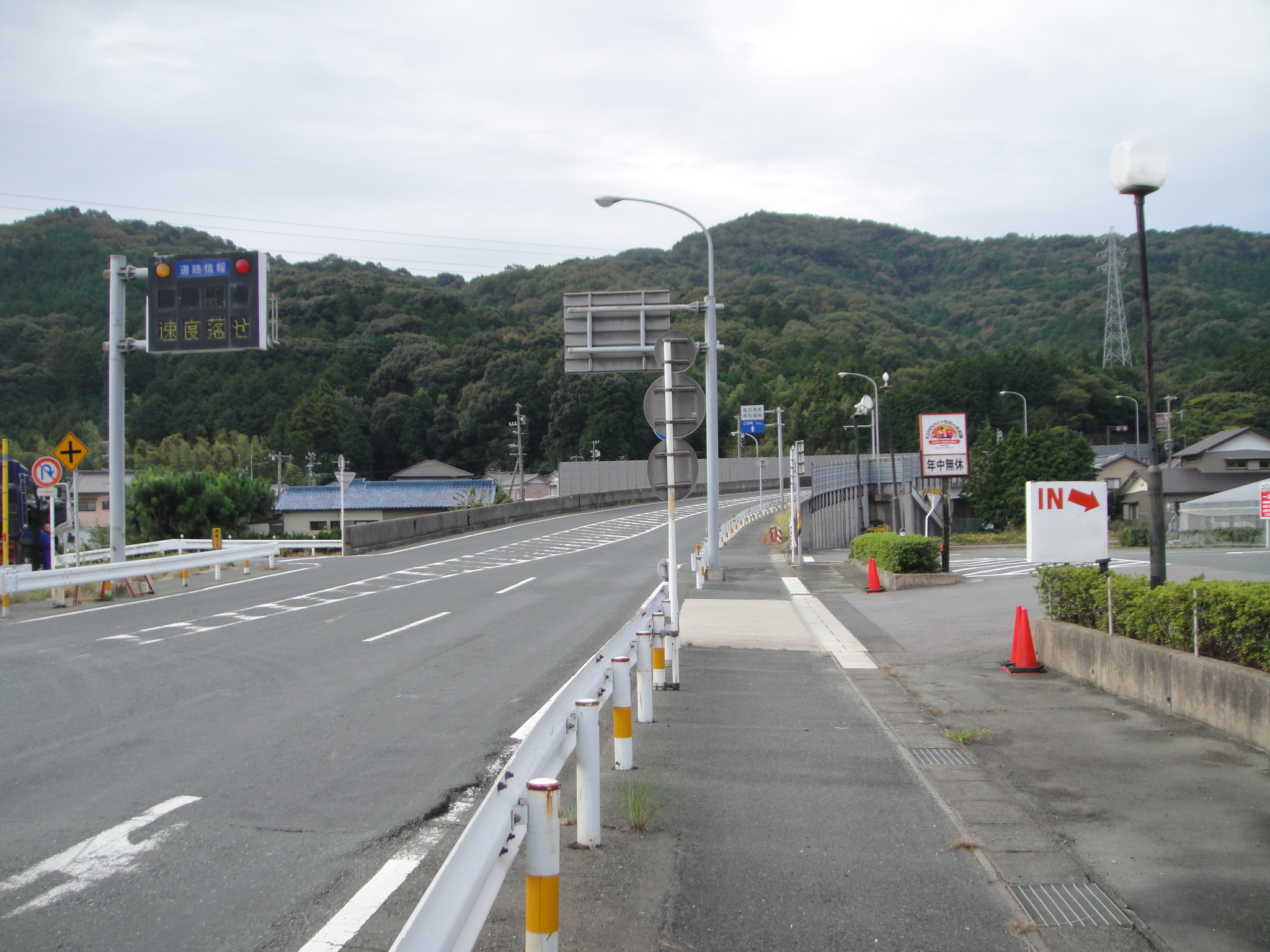
終点。国道1号 東名高速道路 音羽蒲郡インター交差点付近。

音羽蒲郡道路（おとわがまごおりどうろ）は、愛知県豊川市長沢町から愛知県蒲郡市清田町に至る一般道路である。愛知県道73号長沢蒲郡線の一部を成す。
2012年11月30日24時までは有料道路で愛知県道路公社が管轄していた。有料時代の道路名は「音羽蒲郡有料道路」（おとわがまごおりゆうりょうどうろ）であった。

## 概要
東名高速道路上へ音羽蒲郡インターチェンジが新設されるのに合わせ、蒲郡市からのアクセス道路かつ愛知県道73号長沢蒲郡線のバイパスとして建設された。長沢トンネル（1045m）と清田トンネル（1560m）の2本のトンネル部分が路線の大部分を占める。蒲郡側に設置された国道23号（蒲郡バイパス）の蒲郡ICの開通により、同バイパスと国道1号・東名高速への連絡がスムーズとなった。
蒲郡市の特産品であるミカンから名付けられた三河湾オレンジロード（みかわわんオレンジロード）という愛称で知られており、1986年9月に蒲郡青年会議所が公募した総数1,575通の中から愛称を決定した。当時は有料道路部分の愛称であったが、現在では竹島に至るまでの市道および国道473号を含む全区間の愛称となっている。

## 沿革
- 1986年11月21日 : 供用開始。
- 2012年12月1日 : 無料開放に伴い、「音羽蒲郡道路」に名称変更。

## 仕様
- 総延長 : 3.0km
- 車線 : 2車線（片側1車線）

## 有料時代の通行料金
| 車種        | 車種詳細 | 料金 単位（円） |
| ----------- | --- | --------------- |
| 普通車      | 小型乗用車 普通乗用車 普通貨物車（総重量8t未満・最大積載5t未満・3軸以下） マイクロバス                              | 250             |
| 大型車（1） | 乗合バス（8t以上・29人以下） 普通貨物車（総重量8t以上又は最大積載5t以上・3軸以下） 普通貨物車（総重量25t以上・4軸） | 410             |
| 大型車（2） | 観光バス 普通貨物車（4軸以上） 大型特殊自動車                                                                       | 930             |
| 軽自動車等  | 軽自動車 自動二輪車 小型特殊自動車                                                                                  | 200             |
| 軽車両等    | 原動機付自転車 | 30              |

## その他
この道路はトンネルの割合が多いため、火災を想定した訓練を行う際は通行止になる。
開通当時の計画では料金徴収期間は2016年11月までだったが、毎年の通行量が計画より多く、無料開放が4年前倒しとなった（2012年8月30日、愛知県が発表）。

## 別名
- 三河湾オレンジロード（蒲郡市、豊川市）